# Terra cana
Terra cana är en fjärilsart som beskrevs av Hayward 1950. Terra cana ingår i släktet Terra och familjen juvelvingar. Inga underarter finns listade i Catalogue of Life.